# Аброкома Сьєрра-дель-Тонталь
Аброкома Сьєрра-дель-Тонталь (Abrocoma shistacea) — вид ссавців роду аброкома ряду гризуни. Вид відомий тільки з однієї місцевості: Лос-сомбреро, Сьєрра-дель-Тонталь у південній частині провінції Сан-Хуан, Аргентина на висоті 3800 м над рівнем моря.

## Зовнішній вигляд
Спинний забарвлення сірувато тьмяно-коричневе, й трохи темніше, уздовж середньої лінії. Волосся живота сірувате біля основи й на більшості їх довжини з білуватими кінчиками.Верхня поверхня хвоста — як середня лінія спини, хвіст знизу білувато-жовтий. Передні й задні лапи покриті білуватим волосся. Розмір від середнього до великого, діапазон загальної довжини від 257 до 312 мм, довжина голови і тіла коливається від 160 до 196 мм, довжина хвоста від 96 до 120 мм, а довжина задніх ніг з 24,9 до 30,0 мм.